# Painda
Painda és un riu de Bangladesh, una de les branques sorgides del riu Surma, a l'est de la divisió de Sylhet. És navegable tot l'any per bots de fins a quatre tones. Es reuneix altre cop al riu Surma.